# Coudelaria de Alter

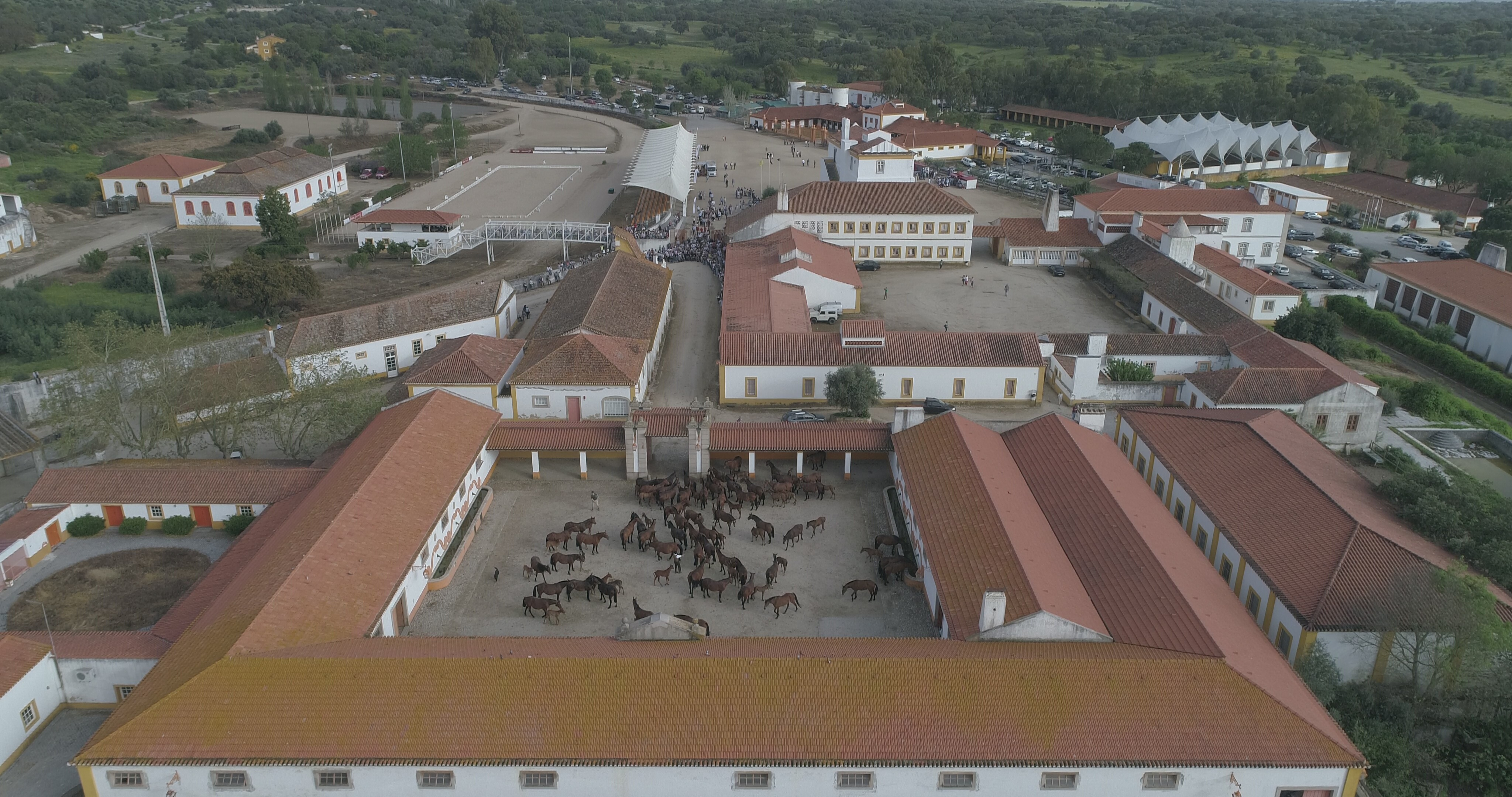
Vista aérea da Coudelaria de Alter

A Coudelaria de Alter é uma instituição agropecuária propriedade do Estado português cujo objectivo principal é a criação de cavalos da raça Puro-sangue lusitano, em especial da linhagem Alter Real, sendo gerida atualmente, numa concessão pelo prazo de 30 anos, pela Companhia das Lezírias.
A Coudelaria de Alter foi criada em 1748, no reinado de D. João V, em consonância com a moda europeia, tendo em vista o abastecimento da Picaria Real com cavalos de sela, de Alta Escola, de produção nacional.
A Coudelaria de Alter foi instalada na Coutada do Arneiro, no município de Alter do Chão, que era propriedade da Casa de Bragança, sendo a mais antiga e notável coudelaria portuguesa e, a nível mundial, a que há mais tempo funciona ininterruptamente no local original.
Foi no reinado de D. José I que foi concretizada a instalação e estruturação da Coudelaria de Alter, tendo o núcleo inicial da manada sido constituído por éguas na maioria adquiridas em Espanha.
No processo de alargamento da área de pastoreio foi criado, no final de 1757, o potril da Azambuja como estrutura complementar da Coudelaria de Alter para a recria dos poldros após a desmama.

## História
No período de 1770 a 1800 a Picaria Real atingiu o seu maior esplendor, para o que muito contribuiu a ação do estribeiro-mor do reino, D. Pedro de Meneses, 4º Marquês de Marialva.
Em 1787 a rainha D. Maria I decidiu a criação de um novo picadeiro, mais consentâneo com a presença de damas, tendo sido de imediato iniciada a sua construção. O novo picadeiro, em estilo Neoclássico, foi inaugurado em 1793, e foi mais tarde utilizado como Museu Nacional dos Coches.
Os cavalos Alter Real são utilizados no picadeiro e nos cortejos de Gala, espelho do poder e grandeza da Corte e do País. Na Estátua equestre de D. José I, obra de Machado de Castro, de 1775, o cavalo representado é um Alter-Real, o Gentil.
No decurso do século XIX, a instabilidade da vida do país reflecte-se na atividade da Coudelaria de Alter, tendo passado de 1842 a 1910 por grandes dificuldades. Nesta época optou-se por cruzamentos, tendo por objectivo, num primeiro tempo, a criação de cavalos de tiro e, depois, a criação de cavalos de corrida, levando à secundarização do Alter Real. Atendendo aos maus resultados obtidos com os cruzamentos na manada de Alter, a partir de 1876 voltaram a ser utilizados reprodutores Alter Real.
Com a proclamação da República e com a nacionalização dos bens da coroa, a Coudelaria de Alter foi inserida, em Março de 1911, no Ministério da Guerra, passando a Coudelaria Militar. Foram desenvolvidos com persistência cruzamentos absorvendo o Alter Real e produzindo cavalos de desporto. Em 1939, face à crescente mecanização das forças armadas, são extintos os serviços de fomento hípico do Ministério da Guerra.
Em 1942, a Coudelaria Militar foi extinta e as propriedades e a manada foram integradas no Ministério da Economia, passando a Coudelaria de Alter para a tutela da Direcção Geral dos Serviços Pecuários. O objectivo da actividade passa então a ser a recuperação da raça Alter Real, que se encontrava quase em extinção, o que se realiza a partir de 11 éguas e 3 garanhões. Foi com base nas éguas, as únicas Alter Real puras recebidas da Coudelaria Militar e três reprodutores - “Regedor” e “Vigilante”  e “Marialva II”, que até 1979 se conseguiu obter a recuperação do Alter Real.
A partir de 1980 desenvolve-se um trabalho constante de especialização do Cavalo Alter Real em Alta Escola o que foi plenamente atingido a partir do lançamento, em 1979, da Escola Portuguesa de Arte Equestre, na sequência do que fora a Picaria Real.
Em 1996 são tomadas medidas de intensificação da actividade da Coudelaria de Alter através do Programa de Desenvolvimento Integrado, que vigorou até 2006. Em 2007 a Coudelaria de Alter é integrada na Fundação Alter Real, mantendo a sua missão de fundo de criação e valorização do cavalo Lusitano Alter Real.
A 2 de Agosto de 2013, a Coudelaria de Alter passa a ser gerida pela Companhia das Lezírias, SA, tendo-lhe sido atribuída através de delegação de competências de serviço público, a preservação do património genético animal da raça lusitana, quer na linha genética da Coudelaria Nacional, quer na linha Alter Real.